# Lasius mixtus
Lasius mixtus (лат.) — вид муравьёв рода Lasius (Chthonolasius) из подсемейства Formicinae (семейства Formicidae).

## Распространение
Европа, Казахстан, Кавказ, Сибирь, Дальний Восток России, Северная Корея. Открытые местообитания (луга и пастбища).

## Описание
Мелкие муравьи (рабочие менее 5 мм). Окраска тела светло-коричневая. Скапус и задние голени без отстоящих волосков (есть только прилегающее опушение), на гуди и брюшке отстоящие волоски очень короткие. Усики самок и рабочих 12-члениковые, у самцов состоят из 13 сегментов. Жвалы трёхугольные с 5—7 зубчиками на жевательном крае. Нижнечелюстные щупики состоят из 6 члеников, а нижнегубные — из 4. Стебелёк между грудью и брюшком одночлениковый (петиоль) с вертикальной чешуйкой.

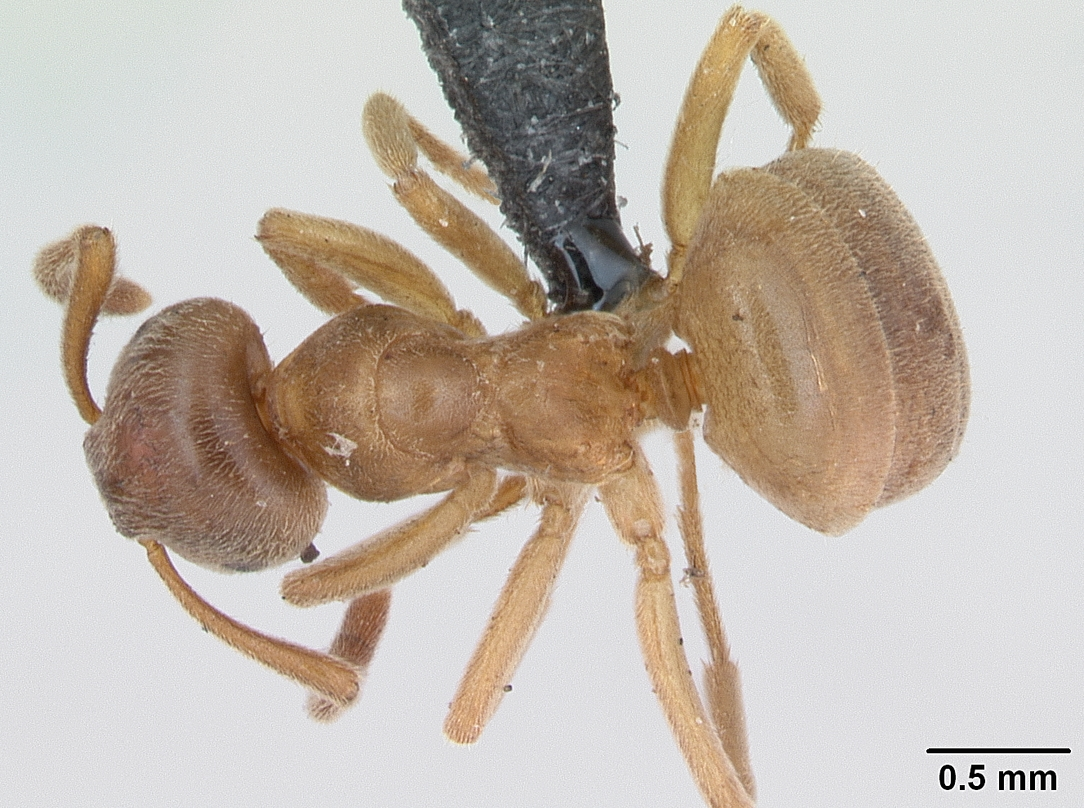
Рабочий
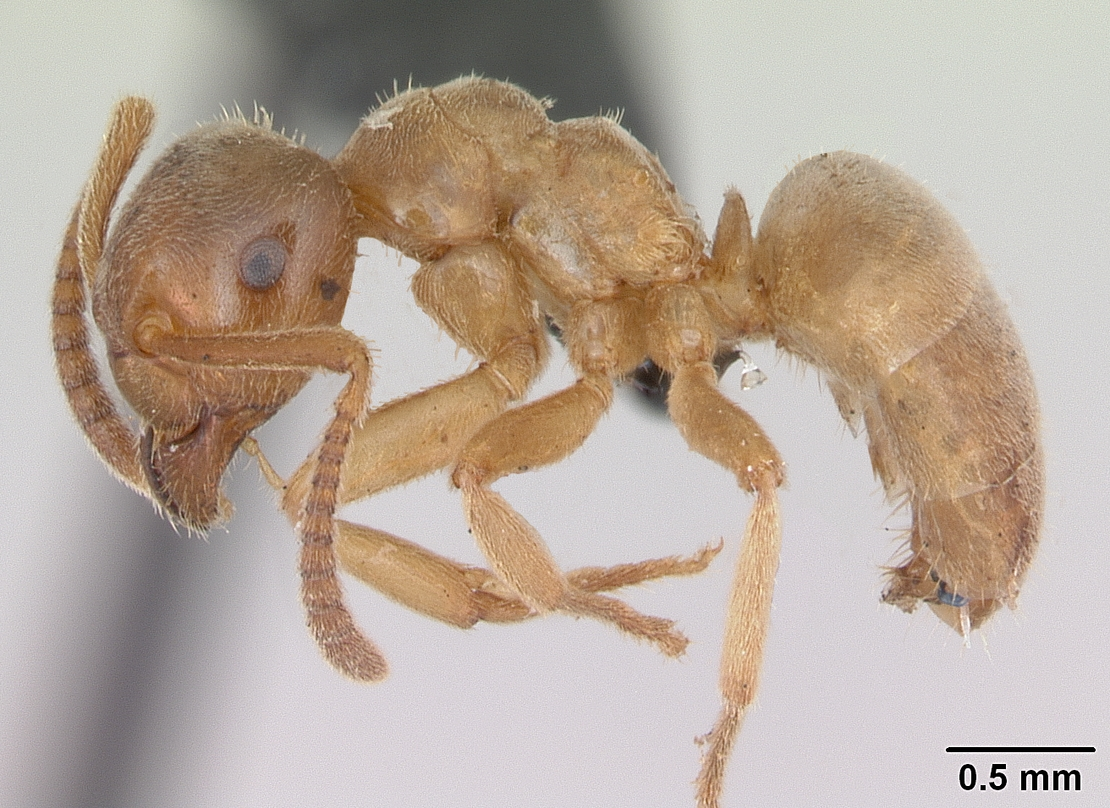
Рабочий
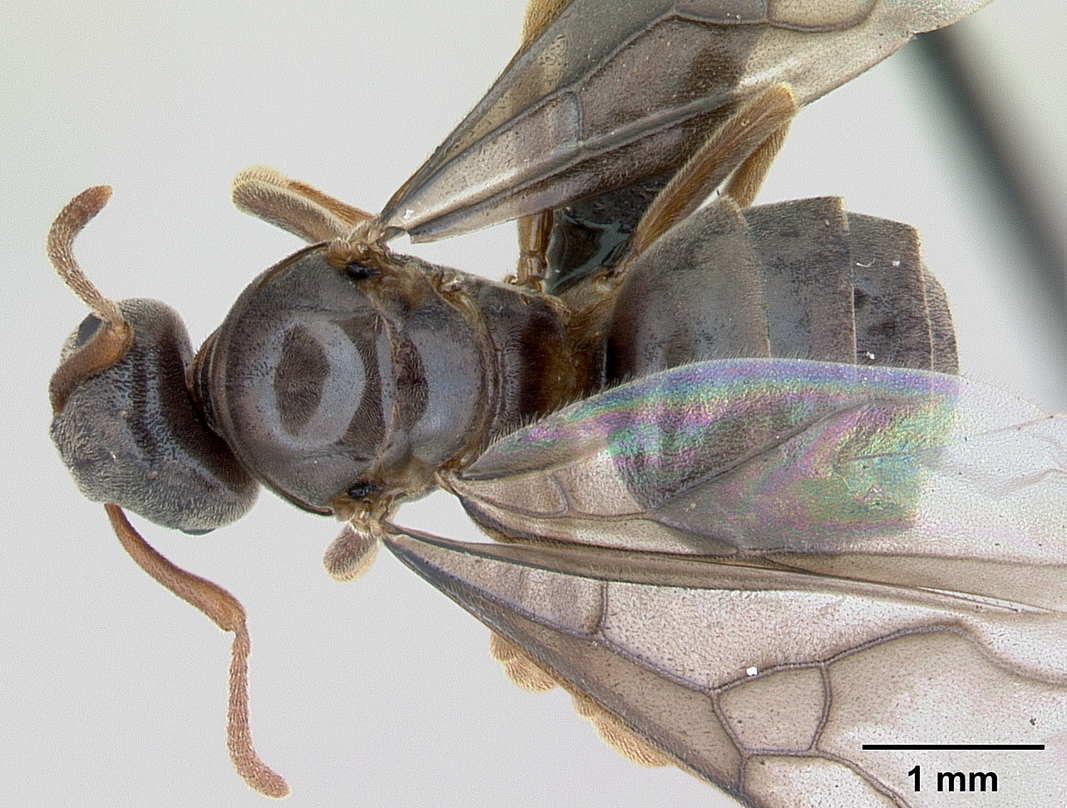
Самка
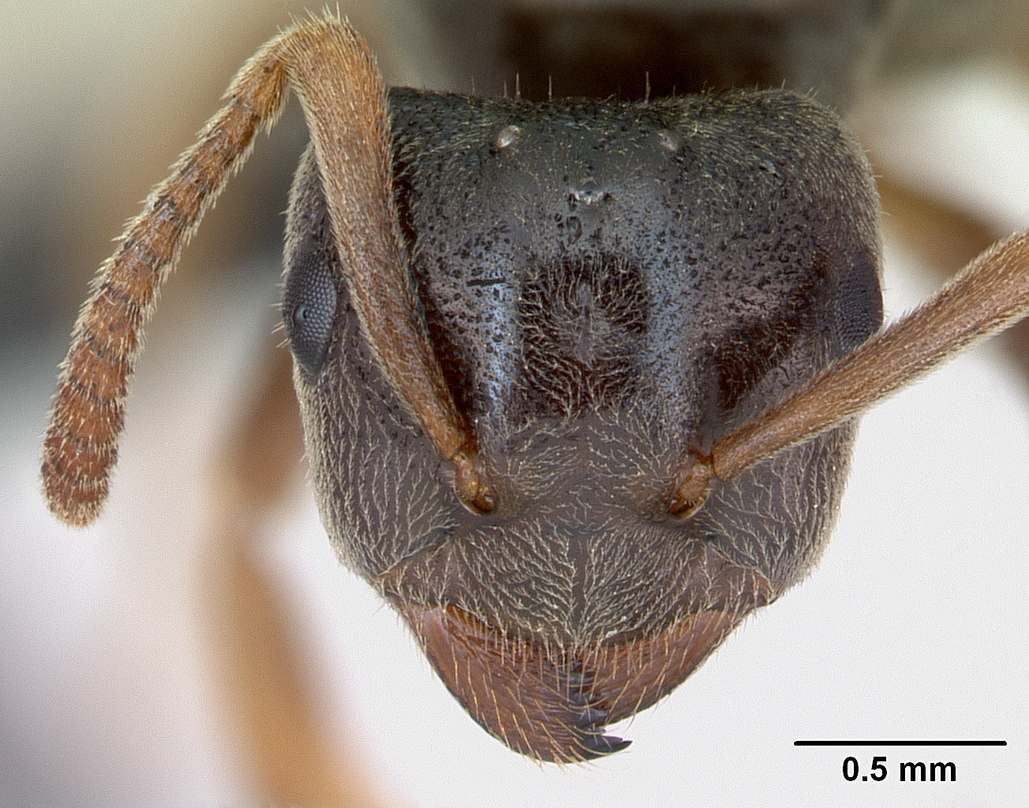
Голова самки
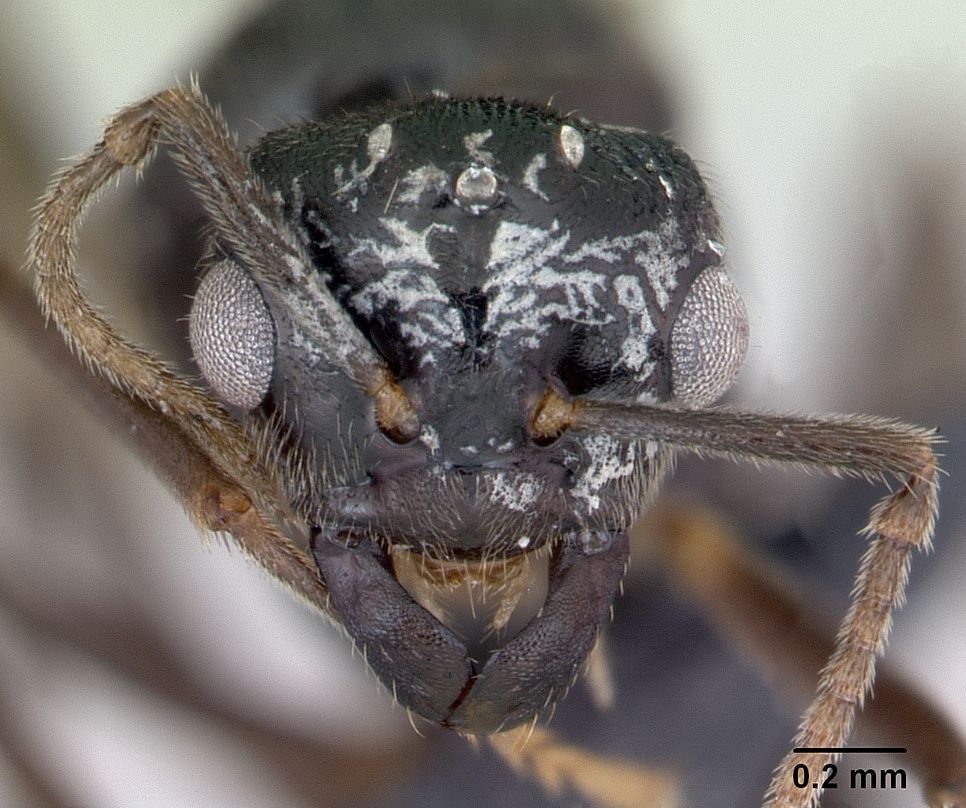
Голова самца